# Salvo D'Acquisto
Salvo D'Acquisto (Napulj, 15. listopada 1920. – Palidoro, Rim, 23. rujna 1943.) bio je zamjenik brigadira karabinjera. Katolička Crkva vodi postupak za njegovo proglašenje blaženim.
Nakon primirja 8. rujna 1943., kada se njemačka jedinica pripremala strijeljati 22 taoca u znak odmazde za pretrpljene gubitke nakon eksplozije bombe, D'Acquisto se proglasio jedinim odgovornim za čin sabotaže, u koji zapravo nije ni bio uključen. Strijeljan je, 23. rujna 1943., a taoci su ostali na slobodi.
D'Acquisto je posthumno odlikovan Zlatnom medaljom za vojnu hrabrost. Grob mu se nalazi u crkvi Santa Chiara u Napulju.

### Mrežna sjedišta
- D'Acquisto, Salvo (talijanski). Istituto della Enciclopedia Italiana fondata da Giovanni Treccani. Pristupljeno 10. studenoga 2024.